# Suzanne Malherbe
Pour les articles homonymes, voir Malherbe et Moore.
Suzanne Malherbe, née le 19 juillet 1892 à Nantes et morte le 19 février 1972 à Jersey, est une artiste française aussi connue sous le nom de Marcel Moore. Elle était la compagne de Claude Cahun, également artiste originaire de Nantes.

## Biographie

### Origine et enfance
Suzanne Malherbe est la fille d'Albert Malherbe (1845-1915), médecin, directeur de l'école de médecine de Nantes, adjoint au maire de Nantes en 1892, et de Marie Eugénie Rondet (née en 1859), « propriétaire ». Suzanne a un frère, Jean, né en 1890. Elle étudie au Lycée Gabriel-Guist'hau de Nantes.

### Relations avec la famille Schwob
Albert Malherbe est un ami de Maurice Schwob, directeur du principal quotidien de la ville, Le Phare de la Loire. Suzanne connaît Lucy Schwob, connue sous le nom de Claude Cahun dès le début des années 1900 par des rencontres familiales, leur rencontre est qualifiée de foudroyante par Cahun.
Au cours de l'année scolaire 1908-1909, après un séjour de Lucy en Angleterre en 1907-1908, Suzanne et Lucy commencent une relation amoureuse, clandestine puis semi-clandestine jusqu'en 1917. En 1917, la mère de Suzanne, Marie Rondet, devenue veuve, et Maurice Schwob, divorcé, se marient ; Suzanne et Lucy, dès lors sœurs par alliance,  vivent  ensemble dans un appartement de l'immeuble du Phare, place du Commerce.

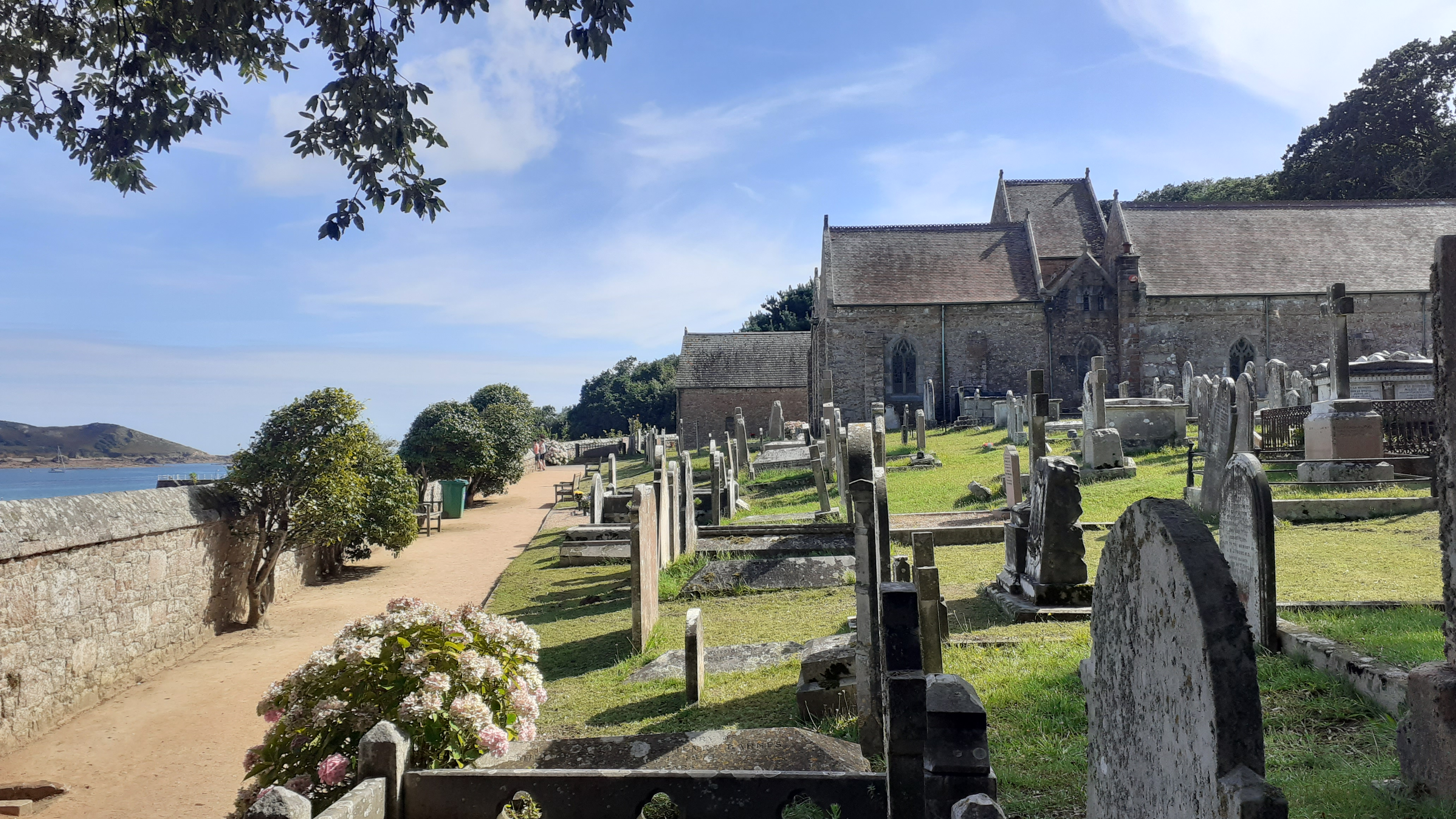
Église et cimetière de St Brelade, Jersey.

Suzanne s'inscrit à l'école des beaux-arts de Nantes en 1915 et en suit les cours jusqu'en 1918. Lucy commence ses études seulement en 1918 à la Sorbonne et Suzanne la rejoint à Paris en 1920.
Durant cette période, Suzanne et Lucy contribuent au Phare de la Loire. Suzanne y tient une rubrique « Mode ». Elle commence à utiliser son pseudonyme de Marcel Moore, et Lucy celui de Claude Cahun, dès les années 1910.

### Paris
Marcel Moore commence à travailler comme partenaire artistique de Claude Cahun. Elle réalise les illustrations de Vues et visions (1919) et les dix planches de collages des Aveux non avenus (1930) à partir de photographies de Claude Cahun. Claude la photographie souvent, notamment en 1928 devant un miroir.

### Jersey

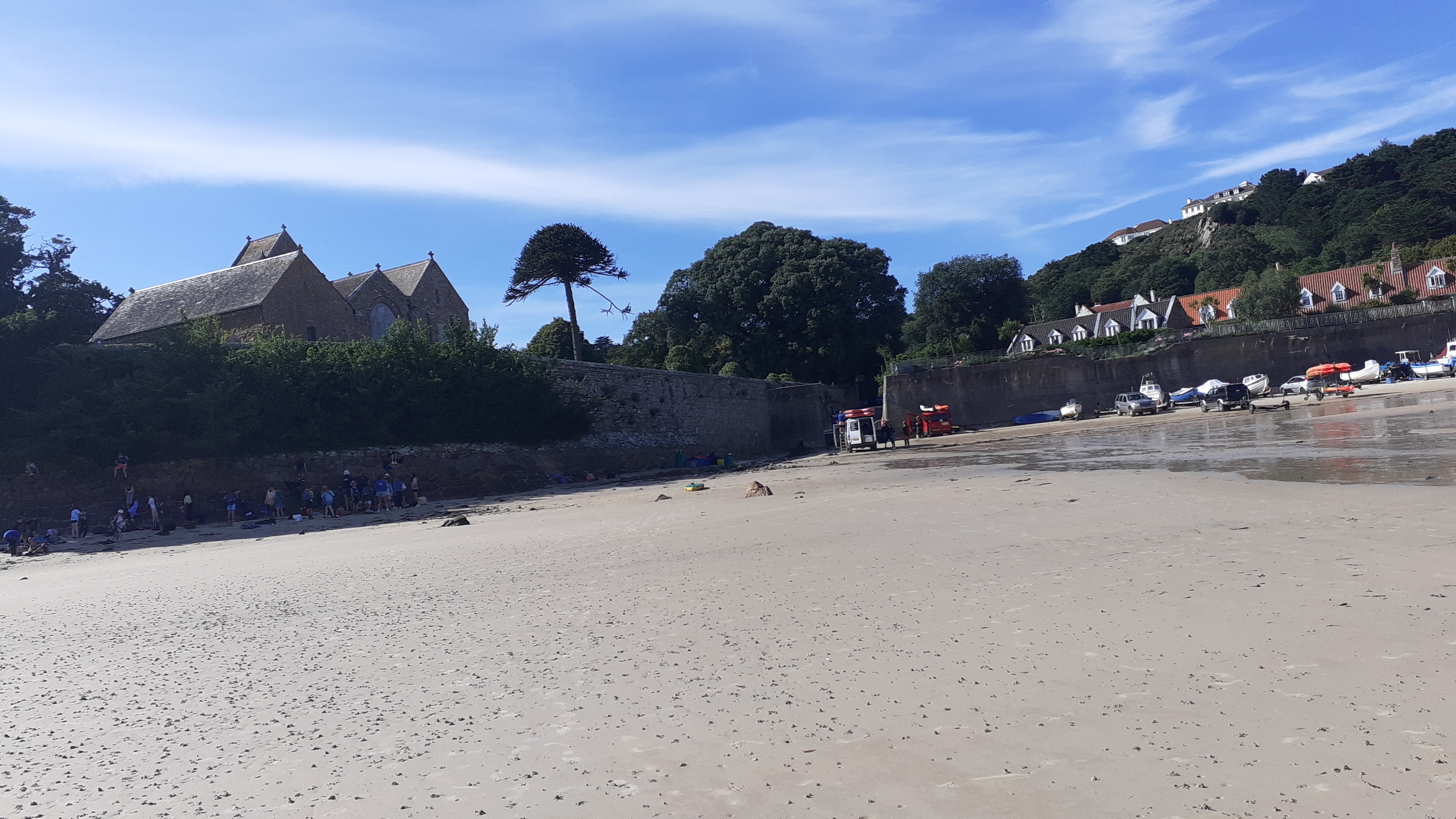
Plage de St Brélade à Jersey, avec l'église près de la maison.

Marcel Moore et Claude Cahun s'installent sur l'île de Jersey en 1937 dans une villa à Saint-Brélade, donnant sur la plage. L'île est occupée par l'armée allemande en 1940, comme toutes les îles anglo-normandes. Marcel Moore et Claude Cahun s'engagent dans des actions de résistance en menant des actions sous le nom du « soldat sans nom ». Elles diffusent toutes les deux en quatre ans plus de 600 documents de contre propagande dans l'île. Probablement dénoncées, elles sont arrêtées par la Gestapo le 25 juillet 1944, enfermées et condamnées à mort. Leur libération n'arrive qu'après la fin de l'occupation de l'île, en mai 1945.
Après la mort de Claude en 1954, Marcel s'installe dans une autre résidence. Elle se suicide le 19 février 1972.
Elle repose avec Claude Cahun dans une tombe commune, dans le cimetière de St Brélade, tout près de leur ancienne demeure.
Leurs archives personnelles ont été conservées et sont consultables aux Archives de Jersey.

## Collaboration avec Claude Cahun
Marcel Moore est surtout connue comme ayant été la compagne de Claude Cahun – artiste plus notoire qu'elle, qui a créé des poèmes et autoportraits encore célèbres aujourd’hui. Cependant, des exemples montrent que Moore a aidé à la création de plusieurs œuvres de Cahun.

### Vues et visions -1919
Ce livre est la première collaboration de Moore et Cahun. Il s'agit d'un recueil de poèmes écrits par Cahun, avec des illustrations de Moore. Ce livre a été publié pour la première fois en 1914, sans les illustrations de Moore, mais lors de sa publication en 1919, Cahun dédie le livre à Moore en écrivant : « À Marcel Moore. Je te dédie ces proses puériles afin que l’ensemble du livre t’appartienne et qu’ainsi tes dessins nous fassent pardonner mon texte. », reconnaissant ainsi l’importance de la contribution de Moore.

### Aveux non avenus -1930
Ce livre est une autobiographie surréaliste de Claude Cahun où l'artiste critique la société en utilisant des photomontages ainsi que du texte. Il s'agit d'une autre instance où Moore a produit les images qui accentuent le texte de Cahun. Chaque chapitre commence avec un collage avec différents symboles, mots et images de Claude Cahun. Les collages créés par Moore sont très importants, car ils représentent les idées du chapitre. Par exemple, dans le deuxième chapitre du roman, Cahun explore le concept d’image de soi, et dans le collage de Moore on voit les visuels qui illustrent ce concept : des miroirs et une image de Cahun dans un œil. Même si le livre est publié sous le nom de Cahun, Marcel Moore y a contribué avec ses collages bien pensés et créatifs.

## Hommages

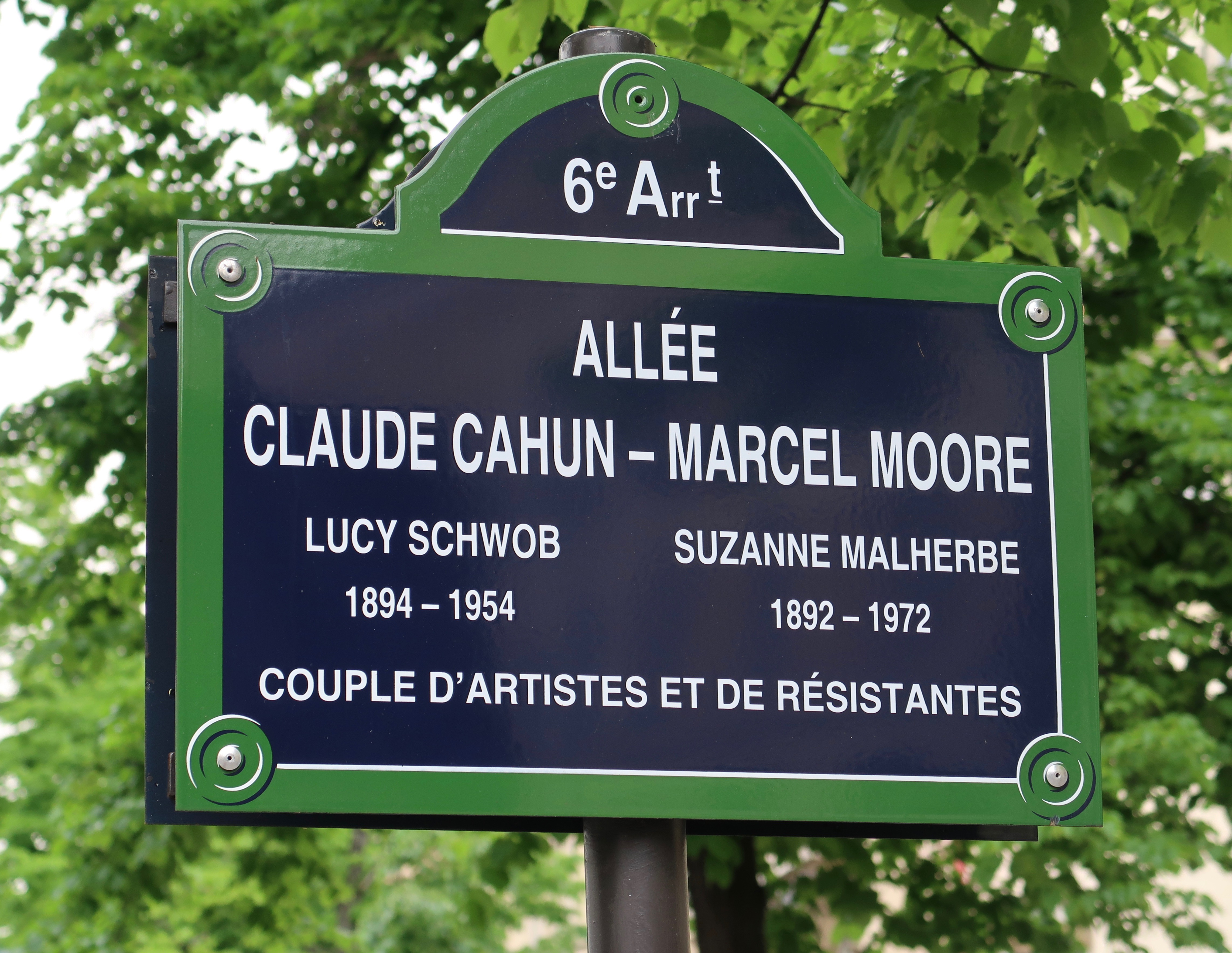
Plaque de l'allée Claude-Cahun-Marcel-Moore (6e arrondissement de Paris).

En 2005, l'exposition Acting Out: Claude Cahun & Marcel Moore au musée Judah L. Magnes de Berkeley, organisé par Tirza True Latimer, revient sur le travail commun des deux artistes, de même qu'un documentaire de Barbara Hammer, Lover Other.
La ville de Nantes, d'où elle est originaire, met en valeur ce travail artistique commun.
En 2018, le Conseil de Paris a décidé de nommer « allée Claude-Cahun-Marcel-Moore » une allée du 6e arrondissement de Paris, près de la rue Notre-Dame-des-Champs où Claude et Marcel résidaient à Paris.
En 2022, l'exposition Claude Cahun, Under the Skin, proposée par le Kunsthal de Rotterdam, donne une large place à l'œuvre élaborée conjointement entre les deux artistes durant leur vie commune.

### Sources
- État civil (archives municipales de Nantes) :
  - Acte de naissance de Suzanne Alberte Eugénie Malherbe : Nantes, 1892, 5e canton, 21 juillet, vue 29 (née deux jours avant)
  - Acte de naissance de Lucy Renée Mathilde Schwob : Nantes, 1894, 5e canton, 26 octobre, vue 39 (née la veille)